# ارتش قاره‌ای

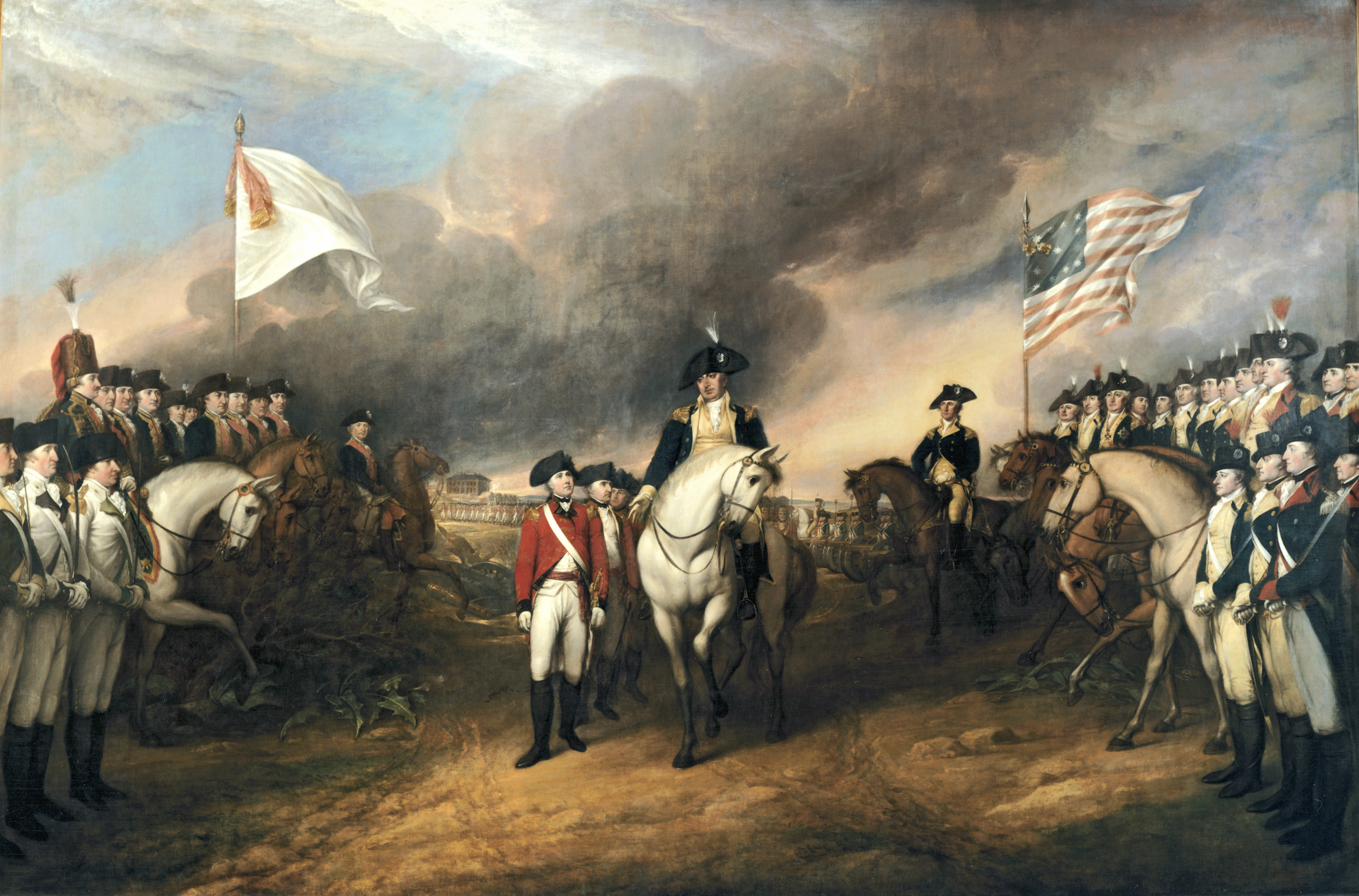

ارتش قاره‌ای (به انگلیسی: Continental Army) به نیروهای داوطلب مستعمرات سیزده‌گانه آمریکا در جنگ با ارتش بریتانیا در جریان انقلاب آمریکا گفته می‌شود. فرماندهی این ارتش بر اساس حکم کنگره قاره‌ای بر عهده ژنرال جرج واشینگتن بود.
ژنرال لافایت فرانسوی نیز در تجهیز و آموزش سربازان آمریکایی کمک فراوانی کرد. پیروزی ارتش قاره‌ای در سال ۱۷۸۳ زمینه استقلال واقعی ایالات متحده آمریکا را فراهم کرد.